# Candelaria Martes
Candelaria Martes (2 de febrero de 1987) es una deportista dominicana que compitió en taekwondo. Ganó una medalla de bronce en los Juegos Panamericanos de 2015 en la categoría de –49 kg.

## Palmarés internacional
| Juegos Panamericanos | Juegos Panamericanos | Juegos Panamericanos | Juegos Panamericanos |
| Año                  | Lugar                | Medalla              | Categoría            |
| -------------------- | -------------------- | -------------------- | -------------------- |
| 2015                 | Toronto (Canadá)     | Medalla de bronce    | –49 kg               |